# Federico I Gonzaga di Luzzara
Federico Gonzaga (Vicenza, 20 maggio 1581 – Treviso, 3 agosto 1630) è stato un nobile e militare italiano.

## Biografia
Era figlio di Prospero Gonzaga e di Isabella Gonzaga, figlia di Pirro II.
Intraprese la carriera delle armi alle dipendenze dei Gonzaga di Mantova. Nel 1597 fu a fianco del duca Vincenzo I Gonzaga nella guerra contro i Turchi. Inizio' con la carriera militare nell'esercito Ducale, Divenendo comandante supremo delle milizie del ducato di Mantova nel 1627 sotto il duca Vincenzo II. Si dichiarò contrario al passaggio di potere ai Gonzaga-Nevers e alla morte del duca Vincenzo venne esautorato ed allontanato dalla corte gonzaghesca.
Morì nel 1630.

## Discendenza
Federico sposò in prime nozze Elisabetta Gonzaga di Poviglio (1586-12 giugno 1620), figlia di Luigi Gonzaga di Rodolfo Gonzaga, conte di Poviglio, dalla quale ebbe sette figli:
- Luigi (1602-1666), suo successore
- Francesco (?-9 gennaio 1670), primicerio di Sant'Andrea dal 1638, Gran Cancelliere dell’Ordine del Redentore fino al 1648, si fece poi gesuita
- Eleonora (1607-27 aprile 1669[5]), sposò nel 1625 il conte Giovanni Filippo Thurn-Valsassina (1598-1650)
- Giulia (morta infante)
- Ferdinando (1614-morto infante)
- Silvia (nata e morta nel 1616)
- Prospero (4 marzo 1617-29 maggio 1675)

Sposò in seconde nozze il 5 gennaio 1626 Fulvia (1609-1630), figlia del conte Basilio Collalto, dalla quale ebbe:
- Basilio (3 aprile 1627-1º luglio 1702)[4]

## Ascendenza
|                               |               |                                          | Genitori                                 |  |  | Nonni |  |  | Bisnonni              |  |  | Trisnonni       |  |
|                               |               |                                          |                                          |  |  |       |  |  | Gianfrancesco Gonzaga |  |  | Rodolfo Gonzaga |  |
|                               |               |                                          |                                          |  |  |       |  |  | Gianfrancesco Gonzaga |  |  | Rodolfo Gonzaga |  |
|                               |               | Caterina Pico                            |                                          |  |  |       |  |  | Gianfrancesco Gonzaga |  |  |                 |  |
| Massimiliano Gonzaga          |               |                                          |                                          |  |  |       |  |  | Gianfrancesco Gonzaga |  |  |                 |  |
|                               |               | Laura Pallavicino                        | Galeazzo I Pallavicino                   |  |  |       |  |  |                       |  |  |                 |  |
|                               |               | Laura Pallavicino                        | Galeazzo I Pallavicino                   |  |  |       |  |  |                       |  |  |                 |  |
|                               |               | Laura Pallavicino                        | Elisabetta Sforza                        |  |  |       |  |  |                       |  |  |                 |  |
| Prospero Gonzaga              |               | Laura Pallavicino                        |                                          |  |  |       |  |  |                       |  |  |                 |  |
|                               |               | Prospero Colonna, III duca di Marsi      | Giordano Colonna, II duca di Marsi       |  |  |       |  |  |                       |  |  |                 |  |
|                               |               | Prospero Colonna, III duca di Marsi      | Giordano Colonna, II duca di Marsi       |  |  |       |  |  |                       |  |  |                 |  |
|                               |               | Prospero Colonna, III duca di Marsi      | Caterina del Balzo                       |  |  |       |  |  |                       |  |  |                 |  |
| Caterina Colonna              |               | Prospero Colonna, III duca di Marsi      |                                          |  |  |       |  |  |                       |  |  |                 |  |
|                               |               | Giulia Colonna dei signori di Palestrina | Pietro Colonna dei signori di Palestrina |  |  |       |  |  |                       |  |  |                 |  |
|                               |               | Giulia Colonna dei signori di Palestrina | Pietro Colonna dei signori di Palestrina |  |  |       |  |  |                       |  |  |                 |  |
|                               |               | Giulia Colonna dei signori di Palestrina | Caterina Savelli                         |  |  |       |  |  |                       |  |  |                 |  |
| Federico I Gonzaga di Luzzara |               | Giulia Colonna dei signori di Palestrina |                                          |  |  |       |  |  |                       |  |  |                 |  |
|                               | Carlo Gonzaga | Pirro Gonzaga                            |                                          |  |  |       |  |  |                       |  |  |                 |  |
|                               | Carlo Gonzaga | Pirro Gonzaga                            |                                          |  |  |       |  |  |                       |  |  |                 |  |
|                               | Carlo Gonzaga | Camilla Bentivoglio                      |                                          |  |  |       |  |  |                       |  |  |                 |  |
| Pirro II Gonzaga              | Carlo Gonzaga |                                          |                                          |  |  |       |  |  |                       |  |  |                 |  |
|                               |               | Emilia Cauzzi Gonzaga                    | Federico II Gonzaga                      |  |  |       |  |  |                       |  |  |                 |  |
|                               |               | Emilia Cauzzi Gonzaga                    | Federico II Gonzaga                      |  |  |       |  |  |                       |  |  |                 |  |
|                               |               | Emilia Cauzzi Gonzaga                    | Isabella Boschetti                       |  |  |       |  |  |                       |  |  |                 |  |
| Isabella Gonzaga              |               | Emilia Cauzzi Gonzaga                    |                                          |  |  |       |  |  |                       |  |  |                 |  |
|                               |               | Tullo Guerrieri, I marchese di Mombello  | Vincenzo Guerrieri                       |  |  |       |  |  |                       |  |  |                 |  |
|                               |               | Tullo Guerrieri, I marchese di Mombello  | Vincenzo Guerrieri                       |  |  |       |  |  |                       |  |  |                 |  |
|                               |               | Tullo Guerrieri, I marchese di Mombello  | Francesca Soardi                         |  |  |       |  |  |                       |  |  |                 |  |
| Francesca Guerrieri           |               | Tullo Guerrieri, I marchese di Mombello  |                                          |  |  |       |  |  |                       |  |  |                 |  |
|                               |               | Giulia Brembati                          | Giovan Battista Brembati                 |  |  |       |  |  |                       |  |  |                 |  |
|                               |               | Giulia Brembati                          | Giovan Battista Brembati                 |  |  |       |  |  |                       |  |  |                 |  |
|                               |               | Giulia Brembati                          | Felicita della Frattina                  |  |  |       |  |  |                       |  |  |                 |  |
|                               |               | Giulia Brembati                          |                                          |  |  |       |  |  |                       |  |  |                 |  |